# Fumata negra y fumata blanca

Fumata negra en el cónclave de 2013.

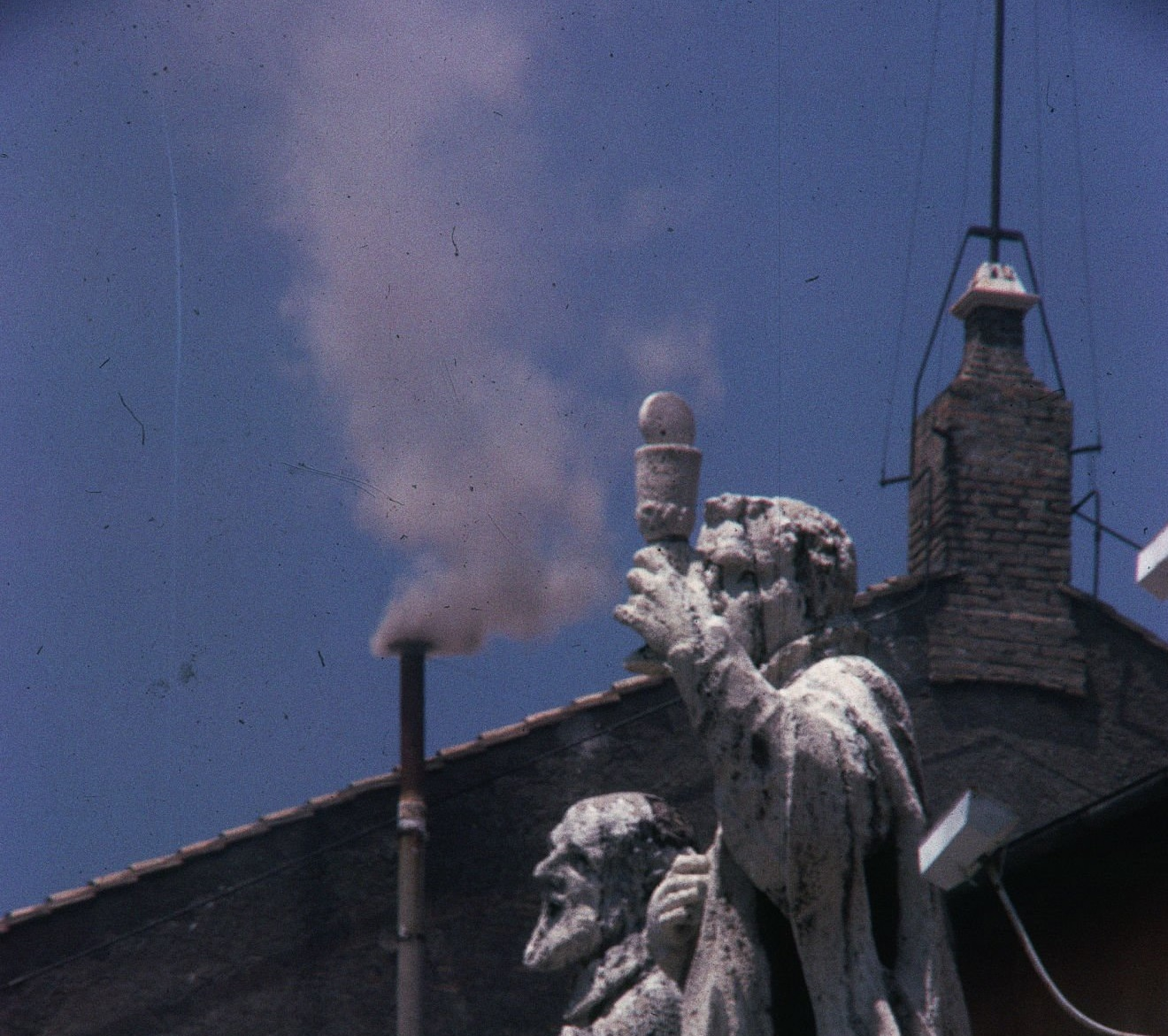
Fumata blanca que anuncia la elección de Pablo VI en el cónclave de 1963.

La fumata negra y la fumata blanca (fumata bianca y fumata nera en italiano) son dos señales de humo utilizadas por los cardenales reunidos en cónclave para comunicar el resultado de las votaciones para la elección del nuevo papa, utilizando la combustión producida por medio de una estufa instalada en la Capilla Sixtina. En el pasado también existía un tercer evento, la fumata amarilla, que sólo servía para comprobar el correcto funcionamiento de la estufa. Tras terminar la fumata, el cardenal protodiácono, quien anuncia el habemus papam, aparece en el balcón de la basílica de San Pedro y da a conocer al nuevo pontífice.

## Historia

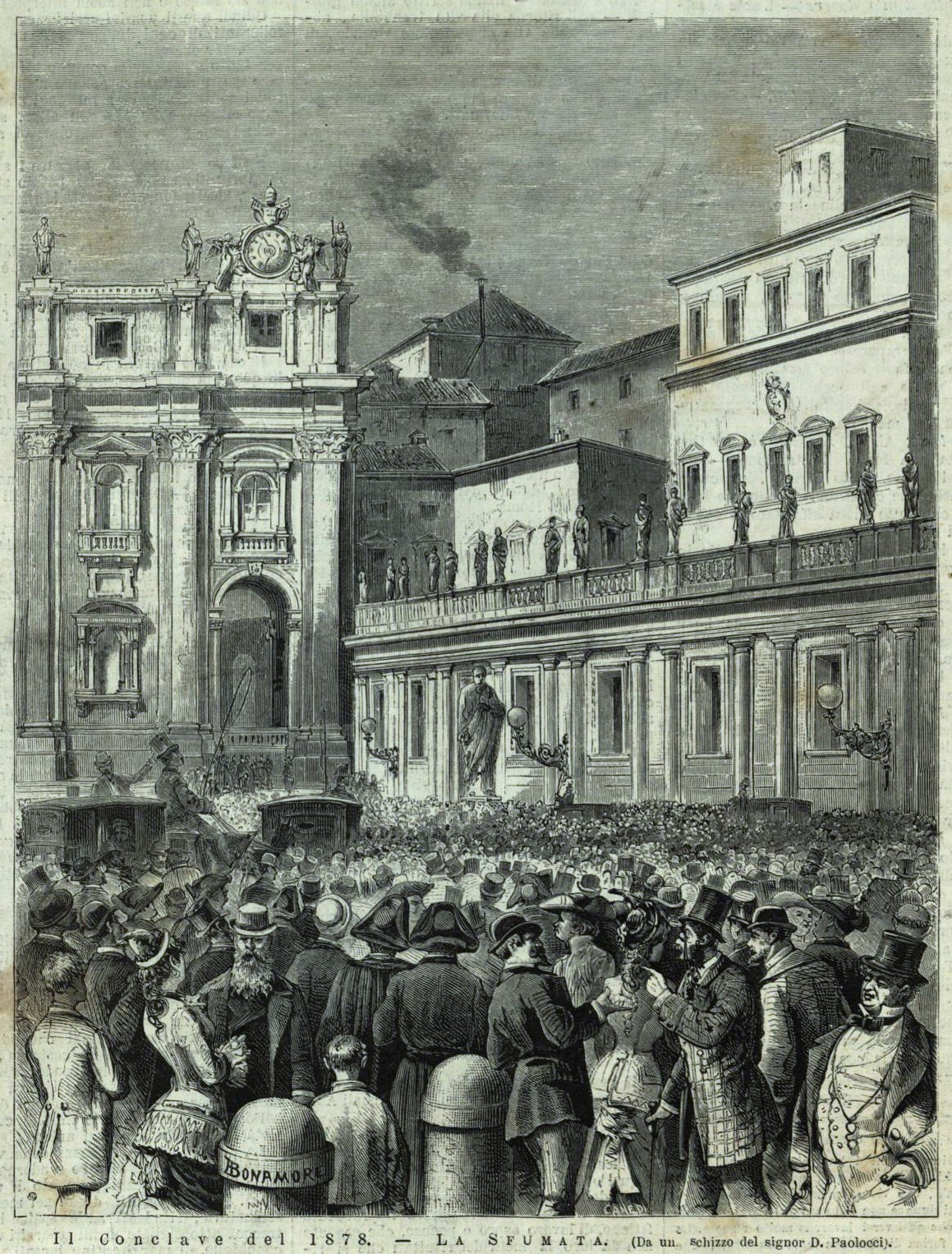
Xilografía del cónclave de 1878, con la multitud espectante por la fumata negra.

La tradición se remonta al año 1800, cuando el pueblo de Roma se reunió frente al Quirinal para presenciar el humo que se producía al quemar las papeletas de los cardenales. A diferencia de hoy, la fumata indicaba el fracaso en la elección del pontífice, mientras que su ausencia indicaba una elección exitosa. Incluso en el cónclave de 1903 no hubo distinción en el color de la fumata (también llamada sfumata), que se producía quemando las papeletas de los cardenales electores mezcladas con paja en una estufa colocada en la Sala Regia. La fumata de las elecciones fallidas era blanco o negruzco, mientras que en la mañana de la elección de Pío X no hubo humo en absoluto. El primer uso de la fumata blanca para marcar una elección exitosa y de la fumata negra para una elección fallida se remonta al cónclave de 1914, que finalizó con la elección de Benedicto XV.

## Funcionamiento
- La fumata negra indica el fracaso en la elección de un nuevo papa durante el cónclave; se emite cuando se han celebrado dos escrutinios consecutivos en los que ningún cardenal ha obtenido un número de votos igual al menos a los dos tercios del número de cardenales electores. La fumata se produce quemando las papeletas, apuntes y documentos de votación en una estufa instalada en la Capilla Sixtina, junto a algunas sustancias que producen humo negro; al salir de la chimenea de la Capilla Sixtina, visible desde la Plaza de San Pedro, comunica el fracaso (hasta ese momento) en la elección del sumo pontífice.[10]
- La fumata blanca, en cambio, indica la elección de un nuevo papa. Después de que un cardenal ha recibido al menos dos tercios de los votos, ha aceptado ser elegido pontífice cuando se le pide y ha elegido su nombre papal, las papeletas electorales se queman en la estufa dentro de la Capilla Sixtina junto con sustancias que producen humo blanco, el cual, al salir de la chimenea visible desde la Plaza de San Pedro, anuncia al mundo que la elección ha tenido lugar.[10]
- La fumata amarilla era simplemente una fumata de prueba antes del inicio del cónclave para verificar que la estufa está funcionando correctamente. Se abandonó desde el cónclave de 2005, ya que se decidió dotar al aparato de emisión de humo de un sistema electrónico que garantizara su correcto funcionamiento, haciendo prácticamente inútil la fumata amarilla.[11]

A lo largo de los años, ha sucedido varias veces que las fumatas no eran claras en color, no eran suficientemente visibles o no se entendían. En el caso de la elección de Juan Pablo I, por ejemplo, hubo una larga incertidumbre sobre el color del humo que salía de la chimenea de la Capilla Sixtina, considerado oficialmente como fumata blanca. En el cónclave de 1958, que eligió al papa Juan XXIII, incluso la incertidumbre del color y la discontinuidad de las primeras fumatas se convirtieron en elementos de apoyo a una teoría conspirativa según la cual, en realidad, el candidato elegido era el cardenal genovés Giuseppe Siri, que había elegido el nombre de Gregorio XVII y luego se había visto obligado a renunciar a la candidatura (una teoría que, sin embargo, nunca fue apoyada por el propio Siri); incluso en el cónclave de 2005, que condujo a la elección de Benedicto XVI, hubo muchas incertidumbres sobre la interpretación de las señales. Esto dio lugar a la introducción de una nueva costumbre, la de acompañar la elección con el repique de las campanas de la basílica de San Pedro en el Vaticano. Además del repique festivo de campanas, se añadió una segunda estufa para contener las bombas de humo artificiales que determinan el color de la fumata y mejoran la visibilidad de la emisión. En el cónclave de 2013 que anunció a Francisco, gracias a medidas innovadoras, la fumata era claramente visible y abundante..En el Cónclave de 2025 sucedió lo mismo donde se anunció a León XIV 

## Aspectos técnicos

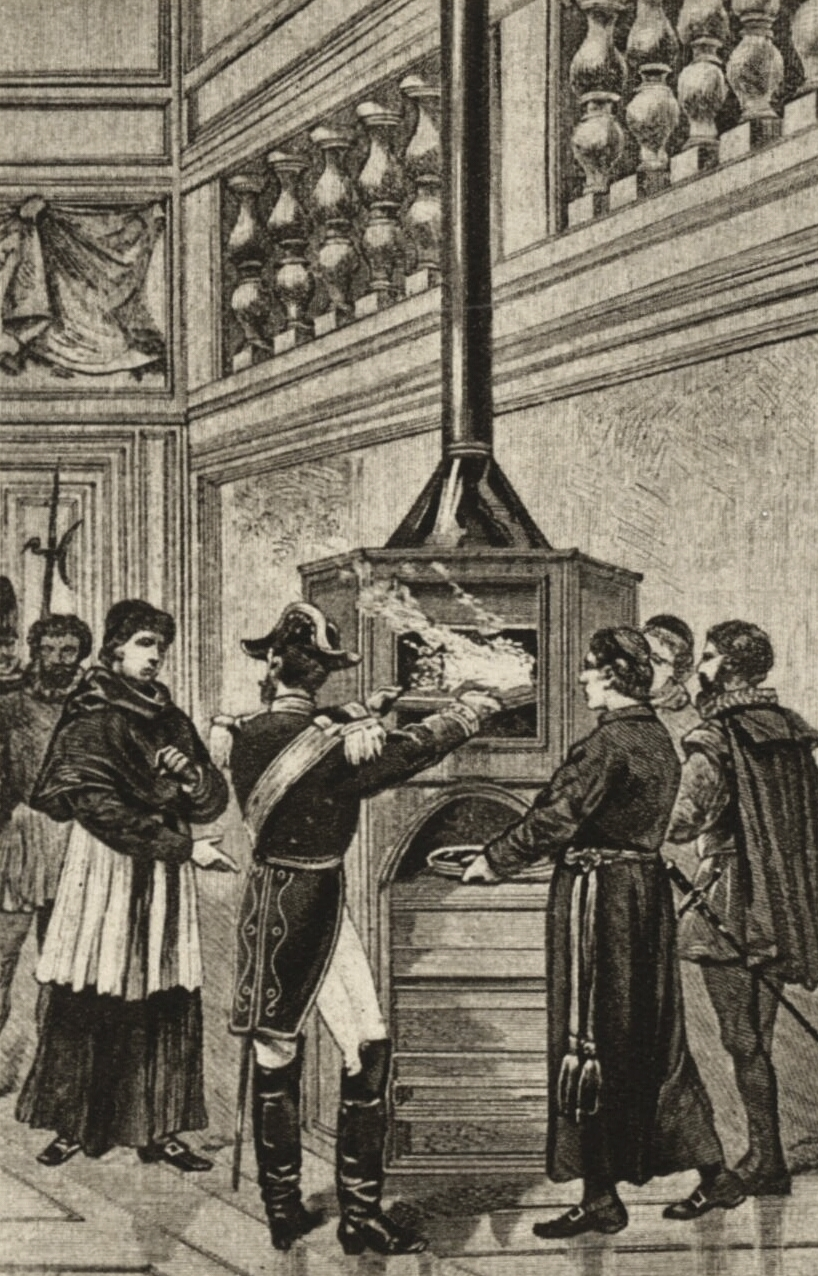
Estufa instalada en la Capilla Sixtina para el cónclave de 1939.

Para obtener la fumata negra, la bomba de humo se fabrica con perclorato de potasio, antraceno y azufre; para la fumata blanca, a partir de clorato de potasio, lactosa y colofonia.
La estufa que se utiliza actualmente para quemar documentos es la misma desde 1939 y en ella están estampadas las fechas de algunos cónclaves en los que se utilizó; como ya se ha mencionado, en 2005 se añadió una segunda estufa dedicada exclusivamente a la combustión de bombas de humo con colorantes. Las dos estufas emiten humos en un mismo conducto de extracción, conectado a la chimenea de la Capilla Sixtina, calentada mediante resistencias eléctricas y dotada de un ventilador para mejorar la salida. Durante el cónclave de agosto de 1978, era posible que el tubo de la estufa tuviera algunas grietas, pues un cardenal contó después que cuando se encendió la estufa después de haber introducido el material a quemar, la Capilla Sixtina se llenó de humo negro (el nuevo pontífice aún no había sido elegido en esa votación).